# Lysandro de Paula Santos Lima
Lysandro Santos Lima (Rio Negro, 18 de julho de 1906 - Curitiba, 12 de junho de 1982) foi um médico brasileiro, especialista em clínica médica. Considerado como um dos grandes clínicos do Paraná.

## Biografia
Filho de Conradino dos Santos Lima e de Maria Joaquina de Paula, inicia seus estudos na UFPR, e posteriormente transfere-se para a Faculdade de Medicina do Rio de Janeiro, formando-se em 1929. Fixou domicílio em Rio Negro durante 15 anos e posteriormente transfere-se para Curitiba em virtude da educação dos filhos. Em 1948 foi admitido na Santa Casa de Misericórdia de Curitiba como assistente de terapêutica por indicação do Dr. Aluízio Fraça. Em 1950 defendeu tese de livre-docência com o título: Formas Atípicas da Moléstia Reumática. Faleceu em 1982.

## Cronologia
- 1951-1954- Catedrático interino de clínica médica
- 1954- Chefe do departamento de clínica médica do Hospital Nossa Senhora das Graças em Curitiba/PR
- 1965- Transfere-se para a cadeira de Tisiologia, cátedra regida pelo Dr. João Ernani Bettega
- 1973- Chefe do corpo clínico do Hospital de clínicas da UFPR